# Flying Witch
Flying Witch (ふらいんぐうぃっち lit. Bruja voladora?) es un manga japonés escrito e ilustrado por Chihiro Ishizuka. Previo al lanzamiento de este manga, la autora lanzó un one-shot llamado Flying☆Witch (ふらいんぐ☆ういっち?), el cual recrea una historia alternativa.
Actualmente, existe un proyecto por parte de las cadenas Nippon Television y Aomori Broadcasting Corporation para llevar este manga a la animación.

## Argumento
Makoto Kowata es una bruja de 15 años. Junto con su gato negro Chito, se muda de Yokohama a Aomori, en el norte de Japón, para vivir con su primo segundo.

## Personajes
Makoto Kowata (木 幡 真 琴 Kowata Makoto?)
Voz por: Minami Shinoda
Personaje principal de la serie y una bruja en formación que se muda a vivir con sus familiares en Aomori. Ella es una chica educada y amable con un pésimo sentido de la orientación, ella está más centrada en la preparación de pociones que lanzar hechizos. Su familiar es un gato negro llamado Chito.
Chito (チ ト Chito?)
Voz por: Ai Kayano
Un gato negro de 17 años que es familiar de Makoto.
Kei Kuramoto (倉 本 圭 Kuramoto Kei?)
Voz por: Shinsuke Sugawara
El hermano mayor de Chinatsu y primo de Makoto. Es un buen cocinero y tiene miedo a los fantasmas.
Chinatsu Kuramoto (倉 本 千 夏 Kuramoto Chinatsu?)
Voz por: Eri Suzuki
La hermana menor de Kei y prima de Makoto. Inicialmente desconfiaba de Makoto, a quien encontró extraña cuando se conocieron por primera vez, aunque rápidamente la acepta después de que Makoto la lleve volando en su escoba. A ella le fascina la magia y más adelante se convierte en aprendiz de Akane para aprender más sobre la magia para así convertirse en una bruja.

## Lanzamiento

### Flying☆Witch
Es el one-shot que ha dado origen al manga. Fue escrito por la autora original. Ha sido publicado en la revista Bessatsu Shōnen Magazine de la editorial Kōdansha.
El protagonista de esta historia es Akira Matsumoto, quien disfruta ser perseguido por las chicas. Sin embargo, no lo hace si quien lo persigue quiere asesinarlo.

### Manga
Al igual que el one-shot, ha sido publicado en la revista Bessatsu Shōnen Magazine de la editorial Kōdansha. Actualmente, presenta 12 tomos y aún sigue en publicación.
| N.º | Fecha de lanzamiento    | ISBN original          |
| --- | ----------------------- | ---------------------- |
| 1   | 9 de diciembre de 2013  | ISBN 978-4-06-394992-6 |
| 2   | 9 de junio de 2014      | ISBN 978-4-06-395095-3 |
| 3   | 9 de abril de 2015      | ISBN 978-4-06-395363-3 |
| 4   | 9 de marzo de 2016      | ISBN 978-4-06-395635-1 |
| 5   | 9 de noviembre de 2016  | ISBN 978-4-06-395790-7 |
| 6   | 8 de septiembre de 2017 | ISBN 978-4-06-510183-4 |
| 7   | 7 de septiembre de 2018 | ISBN 978-4-06-512323-2 |
| 8   | 9 de agosto de 2019     | ISBN 978-4-06-516285-9 |
| 9   | 9 de junio de 2020      | ISBN 978-4-06-519382-2 |
| 10  | 9 de junio de 2021      | ISBN 978-4-06-523415-0 |
| 11  | 9 de junio de 2022      | ISBN 978-4-06-528167-3 |
| 12  | 8 de junio de 2023      | ISBN 978-4-06-531871-3 |
| 13  | 7 de junio de 2024      | ISBN 978-4-06-535786-6 |
| 14  | 9 de junio de 2025      | ISBN 978-4-06-539743-5 |